# Ahmed Saadawi
Ahmed Saadawi (àrab: أحمد سعداوي, Aḥmad Saʿdāwī) (Bagdad, 1973) és un novel·lista, poeta, guionista i realitzador de documentals iraquià que viu i treballa a Bagdad. Fou guardonat amb el Premi Internacional de Ficció Àrab el 2014 per Frankenstein in Baghdad.

## Obra publicada
- 2000 Anniversary of Bad Songs (poesia)
- 2004 The Beautiful Country (novel·la)
- 2008 Indeed He Dreams or Plays or Dies (novel·la)
- 2013 Frankenstein in Baghdad (novel·la)

## Premis i reconeixements
- 2010 Projecte Beirut39, un dels 39 participants seleccionats
- 2014 Premi Internacional de Ficció Àrab, guanyador de Frankenstein in Bagdad[2][3][4]